# Красная книга Республики Татарстан
Красная книга Республики Татарстан (тат. Татарстан Республикасы Кызыл китабы) — это официальный документ, издаваемый в соответствии с законодательством Республики Татарстан. Он содержит сведения о численности, распространении, и состоянии охраны редких и находящихся под угрозой исчезновения видов животных, растений и грибов, а также о причинах исчезновения и мероприятиях по их сохранению и воспроизведению.

## История
Первое издание Красной книги вышло в 1995 году в соответствии с Решением Кабинета Министров Республики Татарстан (постановление № 615 от 25.10.93 г.). В первое издание были включены: 32 вида редких млекопитающих, 85 видов птиц, 4 вида рептилий, 2 вида амфибий, 9 видов рыб, 107 видов беспозвоночных животных, 398 видов цветковых растений, голосеменных 1 вид, папоротники, 6 видов плаунов, 2 вида хвощей, 15 видов мхов, 22 вида водорослей, 24 вида лишайников, 34 вида грибов.
Через 10 лет список был уточнен и видоизменён: 258 видов позвоночных и беспозвоночных животных (млекопитающих — 34, птиц — 84, рептилий — 5, амфибий — 3, рыб — 10, беспозвоночных — 122 вида), 377 видов растений (цветковые — 290, голосеменные — 1, папоротниковидные — 11, хвощевидные — 1, плауновидные — 6, мохообразные — 24, водоросли — 20, лишайники — 24) и 40 видов грибов.
В 2009 году Постановлением Кабинета Министров Республики Татарстан (от 22 июня 2009 г. № 419) охраняемый список был сокращён и в обновлённом виде он состоит из 595 видов растений, грибов и животных (включая 214 видов животных).
Третье издание Красной книги вышло в 2016 году и включает 612 видов, из них: 224 вида животных (млекопитающих — 33, птиц — 66, рептилий — 4, амфибий — 3, рыб — 11, беспозвоночных — 108), 316 видов растений (цветковые — 252, голосеменные — 1, папоротниковидные − 11, хвощевидные — 1, плауновидные — 6, мохообразные — 34, водоросли — 11), 24 вида лишайников и 48 видов грибов.

## Категории редкости видов
Растения и грибы:
- 0 — вероятно исчезнувший, нахождение на территории Республики Татарстан не подтверждено в последние 50 лет
- I — находящийся под угрозой исчезновения, подвергнутый критической опасности
- II — сокращающий численность, подвергнутый опасности дальнейшего ухудшения состояния и исчезновения в короткие сроки
- III — редкий, уязвимый в связи с низкой численностью и малой распространенностью, часто находящийся на границе ареала
- IV — неопределённый по статусу, нуждающийся в дополнительном изучении

Животные:
- 0 — вероятно исчезнувшие, нахождение которых на территории Республики Татарстан не подтверждено в последние 100 лет (беспозвоночные) или 50 лет (позвоночные)
- I — находящиеся под угрозой исчезновения, численность которых сократилась до критического уровня, а сохранение их требует осуществления специальных мер
- II — неуклонно сокращающие численность, что в недалеком будущем может обусловить угрозу их исчезновения
- III — редкие, которые встречаются в небольших количествах и/или на ограниченных территориях
- IV — неопределенные по статусу, численность и состояние которых вызывают озабоченность, но недостаток сведений не позволяет отнести их ни к одной из вышеуказанных категорий
- V — восстановленные или восстановившиеся, состояние которых под воздействием естественных причин или благодаря принятым мерам не вызывает более опасений, но они ещё не подлежат промысловому использованию, а их популяции нуждаются в постоянном контроле

## Список видов
Списки составлены в соответствии с источником.

### Животные
- Hemiechinus auritus — Ушастый ёж
- Neomys fodiens — Кутора обыкновенная
- Sorex minutissimus — Крошечная бурозубка

- Eptesicus nilssoni — Северный кожанок
- Myotis brandti — Ночница Брандта
- Myotis dasycneme — Ночница прудовая
- Myotis daubentoni — Водяная ночница
- Myotis mystacinus — Ночница усатая
- Myotis nattereri — Ночница Наттерера
- Nyctalus lasiopterus — Вечерница гигантская
- Pipistrellus nathusii — Нетопырь лесной
- Pipistrellus pipistrellus — Нетопырь-карлик
- Plecotus auritus — Ушан бурый
- Vespertilio murinus — Двухцветный кожан

- Lepus timidus — Заяц-беляк

- Allocricetulus eversmanni — Хомячок Эверсмана
- Allactaga jaculus — Тушканчик большой
- Myodes rutilus — Красная полёвка
- Cricetulus migratorius — Серый хомячок
- Dryomys nitedula — Соня лесная
- Eliomys quercinus — Соня садовая
- Eutamias sibiricus — Азиатский бурундук
- Glis glis — Полчок
- Lagurus lagurus — Пеструшка степная
- Muscardinus avellanarius — Орешниковая соня
- Pteromys volans — Обыкновенная летяга
- Sicista betulina — Мышовка лесная
- Sicista subtilis — Мышовка степная
- Spermophilus suslicus — Крапчатый суслик

- Lutra lutra — Речная выдра
- Martes foina — Куница каменная
- Mustela lutreola — Европейская норка
- Ursus arctos — Медведь бурый

- Gavia arctica — Чернозобая гагара

- Podiceps auritus — Красношейная поганка
- Podiceps grisegena — Серощекая поганка

- Botaurus stellaris — Большая выпь
- Ciconia nigra — Чёрный аист
- Egretta alba — Большая белая цапля
- Ixobrychus minutus — Малая выпь

- Anser anser — Серый гусь
- Anser erythropus — Пискулька
- Branta ruficollis — Краснозобая казарка
- Cygnus cygnus — Лебедь-кликун
- Cygnus olor — Лебедь-шипун
- Tadorna ferruginea — Огарь

- Aquila clanga — Большой подорлик
- Aquila chrysaetos — Беркут
- Aquila heliaca — Могильник
- Circus cyaneus — Полевой лунь
- Circus macrourus — Степной лунь
- Circus pygargus — Луговой лунь
- Circaetus gallicus — Змееяд
- Falco cherrug — Балобан
- Falco columbarius — Дербник
- Falco peregrinus — Сапсан
- Falco rusticolus — Кречет
- Falco tinnunculus — Обыкновенная пустельга
- Falco naumanni — Степная пустельга
- Falco vespertinus — Кобчик
- Haliaeetus albicilla — Орлан-белохвост
- Hieraaetus pennatus — Орел-карлик
- Pandion haliaetus — Скопа
- Pernis apivorus — Обыкновенный осоед

- Gallinula chloropus — Камышница
- Grus grus — Серый журавль
- Rallus aquaticus — Водяной пастушок

- Haematopus ostralegus — Кулик-сорока
- Tringa nebularia — Большой улит
- Tringa stagnatilis — Поручейник
- Tringa totanus — Красноножка
- Numenius arquata — Большой кроншнеп
- Limosa limosa — Большой веретенник
- Ichthyaetus ichthyaetus — Черноголовый хохотун
- Larus minutus — Малая чайка
- Sternula albifrons — Малая крачка

- Columba oenas — Клинтух
- Streptopelia turtur — Обыкновенная горлица

- Aegolius funereus — Мохноногий сыч
- Asio flammeus — Болотная сова
- Asio otus — Ушастая сова
- Athene noctua — Домовый сыч
- Bubo bubo — Филин
- Glaucidium passerinum — Воробьиный сыч
- Nyctea scandiaca — Белая сова
- Otus scops — Сплюшка
- Strix uralensis — Длиннохвостая неясыть
- Strix aluco — Серая неясыть
- Surnia ulula — Ястребиная сова

- Caprimulgus europaeus — Обыкновенный козодой

- Alcedo atthis — Обыкновенный зимородок
- Coracias garrulus — Сизоворонка

- Upupa epops — Удод

- Picoides tridactylus — Трехпалый дятел
- Picus canus — Седой дятел
- Picus viridis — Зеленый дятел

- Lanius excubitor — Серый сорокопут
- Nucifraga caryocatactes — Кедровка
- Cyanistes cyanus — Белая лазоревка

- Anguis fragilis — Ломкая веретеница
- Coronella austriaca — Обыкновенная медянка
- Vipera berus — Обыкновенная гадюка
- Vipera renardi — Степная гадюка

- Triturus cristatus — Гребенчатый тритон

- Bombina bombina — Краснобрюхая жерлянка
- Bufo bufo — Серая жаба

- Acipenser gueldenstaedtii — Русский осетр
- Acipenser ruthenus — Стерлядь
- Huso huso — Белуга

- Chondrostoma variabile — Волжский подуст
- Rhynchocypris percnurus — Озёрный гольян
- Rhodeus sericeus amarus — Европейский обыкновенный горчак
- Alburnoides bipunctatus — Обыкновенная быстрянка

- Thymallus thymallus — Европейский хариус
- Hucho taimen — Обыкновенный таймень
- Salmo trutta — Ручьевая форель

- Cottus gobio — Обыкновенный подкаменщик

- Acroloxus lacustris — Озерная чашечка

- Dendrocoelum lacteum — Молочно-белая планария

- Lepidurus apus — Весенний щитень
- Tanymastix stagnalis — Обыкновенный жаброног

- Argyroneta aquatica — Паук-серебрянка
- Argiope lobata — Дольчатая аргиопа
- Eresus kollari — Черный эрезус
- Lycosa singoriensis — Южнорусский тарантул

- Asilus crabroniformis — Ктырь шершневидный
- Leptogaster cylindrica — Тонкобрюхий ктырь

Семейство Водолюбы
- Hydrophilus piceus — Водолюб большой тёмный
- Hydrophilus aterrimus — Водолюб большой чёрный

Семейство Жужелицы
- Calosoma auropunctatum — Красотел золотистый
- Calosoma inquisitor — Красотел бронзовый
- Calosoma sycophanta — Красотел пахучий
- Carabus bessarabicus — Бессарабская жужелица
- Carabus clathratus — Жужелица золотоямчатая
- Carabus sibiricus haeres — Жужелица сибирская
- Carabus henningi — Жужелица Геннинга
- Carabus nitens — Жужелица блестящая
- Carabus schoenherri
- Carabus stscheglovi — Жужелица Щеглова
- Carabus violaceus — Жужелица фиолетовая
- Cicindela sylvatica — Скакун лесной
- Cychrus caraboides — Жужелица-улиткоед
- Cylindera germanica — Скакун германский

Семейство Листоеды
- Chrysolina gypsophilae
- Oreina caerulea

Семейство Навозники-землерои
- Trypocopris vernalis — Весенний навозник

Семейство Нарывники
- Meloe violaceus — Майка фиолетовая

Семейство Плавунцы
- Dytiscus latissimus — Широкий плавунец

Семейство Пластинчатоусые
- Aphodius isajevi — Навозничек Исаева
- Polyphylla fullo — Мраморный хрущ
- Protaetia aeruginosa — Бронзовка гладкая
- Osmoderma barnabita — Отшельник пахучий

Семейство Рогачи
- Ceruchus chrysomelinus — Березовый рогачик
- Dorcus parallelopipedus — Обыкновенный оленек
- Lucanus cernus — Жук-олень

Семейство Стафилиниды
- Emus hirtus — Волосатый стафилин
- Velleius dilatatus — Стафилин широкий

Семейство Усачи
- Cerambyx cerdo — Большой дубовый усач
- Lamia textor — Ивовый толстяк
- Purpuricenus kaehleri — Усач Келера

Семейство Андрениды
- Andrena flavipes
- Andrena atrata
- Melitturga clavicornis — Мелиттурга булавоусая
- Panurginus lactipennis — Молочнокрылый панургин

Семейство Пчелиные
- Anthophora borealis — Антофора северная
- Bombus armeniacus — Шмель армянский
- Bombus consobrinus — Шмель родственный
- Bombus fragrans — Шмель степной
- Bombus jonellus — Шмель йонеллюс
- Bombus maculidorsis — Пятноспинный шмель
- Bombus muscorum — Моховой шмель
- Bombus pratorum — Луговой шмель
- Bombus serrisquama — Шмель пластинчатозубый
- Bombus sporadicus — Шмель спорадикус
- Xylocopa valgas — Обыкновенная пчела-плотник

Семейство Муравьи
- Messor structor — Степной муравей-жнец

Семейство Галиктиды
- Halictus quadricinctus — Четырехполосый галикт

Семейство Ихневмониды
- Ephialtes manifestator

Семейство Мегахилиды
- Anthidium manicatum — Пчела-шерстобит
- Megachile rotundata — Люцерновая пчела-листорез, или Мегахила округлая
- Megachile bombycina — Мегахила шмелевидная

Семейство Мелиттиды
- Macropis labiata — Макропис европейский
- Macropis fulvipes — Макропис мохнатоногий

Семейство Сколии
- Scolia hirta — Сколия степная
- Scolia quadripunctata — Сколия четырёхточечная

Семейство Роющие осы
- Sphex funerarius — Зубастый сфекс

Семейство Песочные осы
- Bembix rostrata — Бембекс носатый

- Ephemera lineata — Эфемера линеата
- Ephoron virgo

- Bryodema tuberculatum — Ширококрылая трещотка
- Onconotus laxmanni — Севчук Лаксманна
- Onconotus servillei — Севчук Сервиля
- Poecilimon intermedius — Пилохвост восточный
- Saga pedo — Степная дыбка

- Chrysopa perla
- Libelloides macaronius — Пестрый аскалаф

- Aeshna grandis — Коромысло большое

Семейство Белянки
- Colias palaeno — Желтушка торфяниковая
- Neolycaena rhymnus — Степная угольная голубянка
- Polyommatus daphnis — Голубянка дафнис
- Pseudophilotes bavius — Голубянка бавий
- Zegris eupheme — Зегрис короткоусая

Семейство Бражники
- Laothoe amurensis — Осиновый бражник
- Proserpinus proserpina — Бражник прозерпина
- Sphinx ligustri — Бражник сиреневый

Семейство Нимфалиды
- Apatura iris — Переливница ивовая
- Coenonympha hero — Сенница Геро

Семейство Павлиноглазки
- Eudia pavonia — Малый ночной павлиний глаз

Семейство Парусники
- Iphiclides podalirius — Подалирий
- Parnassius apollo — Аполлон
- Parnassius mnemosyne — Мнемозина
- Zerynthia polyxena — Поликсена

Семейство Эребиды
- Arctia festiva — Медведица геба
- Arctia flavia — Медведица жёлтая
- Arctia villica — Медведица деревенская
- Callimorpha dominula — Медведица-госпожа
- Catocala electa — Ленточница ивовая
- Catocala fraxini — Голубая орденская лента
- Catocala pacta — Ленточница розовая
- Catocala sponsa — Малиновая орденская лента
- Euplagia quadripunctaria — Медведица четырёхточечная
- Hyphoraia aulica — Медведица буро-жёлтая
- Pericallia matronula — Медведица-хозяйка
- Utetheisa pulchella — Медведица красноточечная
- Watsonarctia deserta — Чистая медведица

### Грибы
- Cortinarius violaceus — Паутинник фиолетовый
- Entoloma callichroum — Энтолома красивоцветная
- Entoloma nitidum — Энтолома блестящая
- Entoloma pseudoparasiticum — Энтолома ложнопаразитическая
- Entoloma tjallingiorum — Энтолома Тьяллингии
- Leucocoprinus badhamii — Леукокопринус Бедема
- Leucocoprinus nympharum — Гриб-зонтик девичий
- Lycoperdon echinatum — Дождевик ежевидно-колючий
- Pluteus insidiosus — Плютей притаившийся
- Pluteus fenzlii — Плютей Фенцля
- Tricholoma aurantium — Рядовка оранжевая
- Tulostoma brumale — Тулостома зимняя
- Volvariella caesiotincta — Вольвариелла серо-голубоватая

- Pseudohydnum gelatinosum — Псевдогиднум студенистый

- Boletopsis leucomelaena
- Hemileccinum impolitum — Полубелый гриб
- Gyroporus castaneus — Гиропор каштановый
- Gyroporus cyanescens — Гиропор синеющий
- Rubroboletus legaliae — Боровик ле Галь

- Clavariadelphus pistillaris — Рогатик пестиковый

- Trichaster melanocephalus — Звездовик черноголовый

- Amylocystis lapponica — Амилоцистис лапландский
- Anomoloma albolutescens — Аномопория бело-желтоватая
- Antrodiella mentschulensis — Франтисекия менчулская
- Ceriporia tarda — Церипория поздняя
- Diplomitoporus crustulinus — Дипломитопорус корочконосный
- Donkia pulcherrima — Климакодон красивейший
- Fibroporia gossypium — Антродия хлопкообразная
- Fomitopsis pulvina — Пиптопорус дубовый
- Ganoderma lucidum — Трутовик лакированный
- Grifola frondosa — Грифола курчавая
- Hapalopilus ochraceolateritius — Гапалопилус охряно-красный
- Hapalopilus croceus — Гапалопилус шафранно-желтый
- Hermanssonia centrifuga — Флебия центробежная
- Junghuhnia pseudozilingiana — Юнгхуния ложнозилингова
- Junghuhnia collabens — Юнгхуния сминающая
- Leptoporus mollis — Лептопорус мягкий
- Polyporus umbellatus — Трутовик зонтичный
- Raduliporus aneirinus — Церипориопсис сухой
- Rhodonia placenta — Родония распластанная
- Sparassis crispa — Спарассис курчавый

- Dentipellis fragilis — Дентипеллис ломкий
- Lactarius lignyotus — Млечник закопченный

- Sarcodon imbricatus — Ежовик пестрый

- Heterodermia speciosa — Гетеродермия видная
- Phaeophyscia constipata — Феофисция скученная

- Bryoria fuscescens — Бриория буроватая
- Bryoria nadvornikiana — Бриория Надворника
- Cetraria islandica — Цетрария исландская
- Cetrelia olivetorum — Цетрелия оливковая
- Cetrelia cetrarioides — Цетрелия цетрариевидная
- Cladonia amaurocraea — Кладония стройная
- Evernia divaricata — Эверния растопыренная
- Nephromopsis laureri — Нефромопсис Лаурера
- Psora decipiens — Псора обманчивая
- Ramalina fraxinea — Рамалина ясеневая
- Ramalina roesleri — Рамалина Реслера
- Ramalina thrausta — Рамалина Трауста
- Thalloidima physaroides — Тониния пузыревидная
- Usnea dasopoga — Уснея густобородая
- Usnea lapponica — Уснея лапландская
- Usnea glabrescens — Уснея оголяющаяся

- Coenogonium luteum — Коеногониум желтый

- Lobaria pulmonaria — Лобария лёгочная
- Nephroma resupinatum — Нефрома перевернутая
- Peltigera leucophlebia — Пельтигера беложилковая

- Cresponea chloroconia — Креспонея зеленоконусная

- Choiromyces meandriformis — Трюфель белый
- Helvella queletiana — Лопастник Келе
- Ischnoderma resinosum — Трутовик смолистый
- Microstoma protractum — Микростома вытянутая
- Sarcosoma globosum — Саркосома шаровидная

- Sphinctrina turbinata — Сфинктрина кеглевидная